# Führerschein (Vereinigte Staaten)

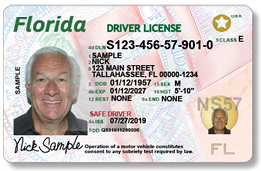
Führerschein Florida mit Real ID Zeichen (Stern in der oberen rechten Ecke)

Führerscheine in den Vereinigten Staaten (engl. driver’s licenses) werden von den einzelnen Bundesstaaten ausgegeben. Die Führerscheinklassen sind weitgehend einheitlich geregelt, beruflich notwendige Führerscheinklassen (commercial licenses) werden einheitlich nach einem Code of Federal Regulations (49 C.F.R. 383) eingeteilt.

## Fahrausbildung
Die geforderte Fahrausbildung beinhaltet in der Mehrzahl der Bundesstaaten theoretischen und praktischen Unterricht. Die Prüfung umfasst:
- schriftliche theoretische Prüfung
- praktische Fahrprüfung
- Test über die Kenntnis der Verkehrszeichen (inklusive ausreichende englische Sprachkenntnisse, um die Verkehrszeichen zu verstehen)
- Sehtest
- Nachweis des legalen Aufenthalts in den USA

## Mindestalter
In den USA wird das Mindestalter für den Führerscheinerwerb von den einzelnen Bundesstaaten geregelt. Ein vollgültiger Führerschein (full license) kann in 22 Staaten mit 18 Jahren, in zehn Staaten mit 17 Jahren und in 15 Staaten mit 16 bis 16½ Jahren erworben werden. Im District of Columbia werden volle Führerscheine erst an Personen ab 21 Jahren ausgestellt. Ein Führerschein auf Probe (restricted license oder provisional license) kann in 37 Staaten mit 16 bis 16½ Jahren, in 5 Staaten mit 15 bis 15½ Jahren und in zwei weiteren Staaten (North Dakota, South Dakota) bereits mit 14½ Jahren erworben werden. Ein Lernführerschein (Learner’s Permit), der es Fahranfängern erlaubt, in Begleitung eines uneingeschränkt fahrberechtigten Beifahrers ein Fahrzeug selbstständig zu führen, kann in neun Staaten ab 16 Jahren, in 28 Staaten ab 15 bis 15½ Jahren und in elf Staaten ab 14 bis 14½ Jahren erworben werden.

## Ausweisfunktion

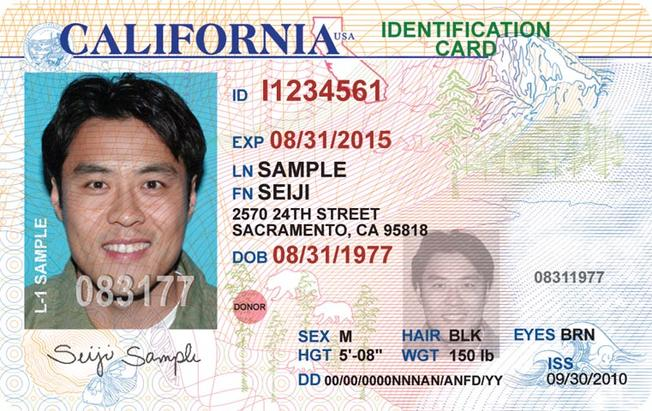
Identitätsdokument Kalifornien

Da es in den Vereinigten Staaten keinen Personalausweis im eigentlichen Sinne gibt, dient als Ersatz häufig der Führerschein mit Foto, der auf Wunsch auch für Nicht-Autofahrer als State Identity Card ausgestellt wird (ID Card). Mit dem Real ID Act von 2005 wurden die Sicherheitsmerkmale bundesweit vereinheitlicht. So werden Führerscheine und State Identity Cards nach diesem Format von allen Bundesbehörden als Identifikationsnachweis anerkannt, z. B. bei Inlandsflügen. Bis auf drei Bundesstaaten haben alle US-Bundesstaaten den Real ID Act umgesetzt. (Stand: 2019)
Der Führerschein und State ID wird von allen Bundesstaaten als gültiges Identitätsdokument gegenseitig anerkannt. Grundlage dafür ist, dass Gesetze der einzelnen US-Bundesstaaten in jedem anderen Bundesstaat anzuerkennen sind (Artikel 4 der US-Verfassung: Full Faith and Credit Clause). Dies in Verbindung mit der fast landesweiten Umsetzung des REAL ID Act haben den Führerschein und die State ID de facto zu einem landesweit gültigen Ausweisdokument entwickelt.

## Sonstiges

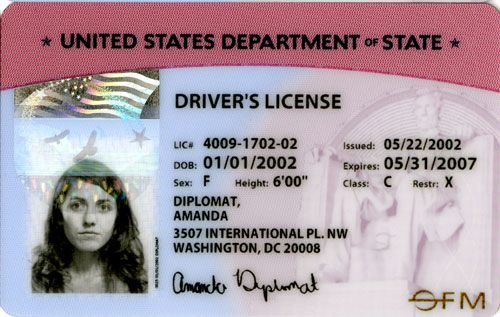
Führerschein des Außenministeriums für ausländische Diplomaten und deren Angehörige in den USA

Bei ausländischen Diplomaten und deren Angehörigen wird der Führerschein vom US-Außenministerium ausgestellt.